# 町おこし村おこし
『町おこし村おこし』（まちおこしむらおこし）は、1993年4月4日から1996年6月30日まで、テレビ東京系列で放送されていたテレビ大阪制作の紀行番組。放送時間は毎週日曜9:30 ‐ 10:00（JST）。大和ハウス工業と大和ハウス販売のグループ単独提供。

## 概要
同局制作の紀行番組「旅・たび・見旅」の後番組であり、前番組同様に紀行要素を継承。本番組では自然との共存をテーマとし、毎週キーワードを設定して歴史・伝統工芸・観光資源などを活用した地域おこし、地域振興など諸活動の現状を、現地の人たちの暮らしにスポットを当てて、人々との出会い、生きがい、幸せなどを探りながら取材。俳優、女優、タレントら著名人が週替わりで出演していた。第1回は「沖縄県読谷村 ～ここに琉球の風が吹く」と題し、当時NHK大河ドラマ『琉球の風』を基とした村おこしで注目を集めていた読谷村を村野武憲が訪れ、ふるさと体験をするという内容であった。
前番組と同様に大和ハウス工業と大和ハウス販売のグループ単独提供であった。本番組の最終回をもって、「旅・たび・見旅」から続いていたテレビ大阪制作・大和ハウス工業と大和ハウス販売単独提供番組はこれが最後となった。